# Alexandria Anderson
Alexandria Anderson (* 28. Januar 1987 in Chicago) ist eine US-amerikanische Sprinterin.
Die US-Juniorenmeisterin über 100 Meter von 2006 wurde 2009 als Studentin der University of Texas NCAA-Meisterin über dieselbe Distanz.
Bei den Weltmeisterschaften 2009 in Berlin gehörte sie zum US-Team in der 4-mal-100-Meter-Staffel, das jedoch im Vorlauf nach einem Wechselfehler ausschied. 
2011 wurde sie US-Hallenmeisterin über die Distanz von 60 Metern. Bei den Weltmeisterschaften in Daegu trug sie mit einem Einsatz im Vorlauf dazu bei, dass die US-Mannschaft Gold in der 4-mal-100-Meter-Staffel gewann.
Alexandria Anderson ist 1,73 m groß und wiegt 61 kg. Sie wird von Beverly Kearney trainiert.

## Persönliche Bestleistungen
- 60 m (Halle): 7,12 s, 27. Februar 2011, Albuquerque
- 100 m: 11,01 s, 22. Mai 2011, São Paulo
- 200 m: 22,60 s, 11. Juni 2009, Fayetteville
  - Halle: 22,81 s, 14. März 2008, Fayetteville
- 400 m: 52,63 s, 21. Mai 2005, Charleston
- Weitsprung: 6,32 m, 20. Mai 2005, Charleston